# 阿尔班·贝尔格
阿尔班·马利亚·约翰内斯·贝尔格（德語：Alban Maria Johannes Berg，德語發音：[ˈalbaːn ˈbɛʁk]；1885年2月9日—1935年12月24日），奥地利第二维也纳乐派的作曲家。他的作曲风格将浪漫主义抒情与十二音技巧相结合。尽管他的作品数量相对较少，但他以其表达性风格被视为20世纪最重要的作曲家之一，他的作品包含了“完整的情感世界和结构”。
贝尔格出生并居住在维也纳。他在15岁时便开始作曲。他在1904年至1911年期间跟随阿诺尔德·勋伯格学习对位法、音乐理论和和声，并采用了他的发展式变奏和十二音技巧原则。贝尔格的重要作品包括歌剧《伍采克》（1924年）和《露露》（1935年，未完成），室内乐《抒情组曲》和《室内协奏曲》，以及一部小提琴协奏曲。他还创作了一些歌曲（藝術歌曲）。有人说他为十二音体系带来了更多的“人文价值”，他的作品被认为比勋伯格的作品更加“情感化”。在勋伯格本人声望不高时，他的音乐具有迷人的表面魅力，赢得了许多赞赏者。
贝尔格于1935年因败血症去世。

## 生平

### 早年
贝尔格出生于维也纳，在约翰娜和康拉德·贝尔格的四个孩子中排行第三。父亲经营着一家成功的出口业务，家族在维也纳和乡村拥有几处庄园。在康拉德·贝尔格于1900年去世后，家庭的经济状况恶化，对年轻的贝尔格产生了特别大的影响，他不得不重读六、七年级以通过考试。贝尔格在童年时对文学比音乐更感兴趣，直到15岁才开始自学音乐并开始作曲。他与家族位于克恩顿州的贝尔格霍夫庄园的女佣玛丽·硕希尔（Marie Scheuchl）有了一个女儿，名叫阿尔比娜（Albine），出生于1902年12月4日。
在1904年10月成为阿诺德·勋伯格的学生之前，贝尔格几乎没有正规的音乐教育。在勋伯格的指导下，他学习了对位法、音乐理论和和声。到了1906年，他已经全职学习音乐；到了1907年，他开始了作曲课程。他的学生作品包括一部钢琴奏鸣曲的五份草稿。他还创作了歌曲，包括他的《七首早期歌曲》，其中三首是贝尔格首次公开演出的作品，这场在维也纳的音乐会也展示了勋伯格其他学生的作品。
这些早期的草稿最终形成了钢琴奏鸣曲，作品1（1907–08年）；这是有史以来最杰出的“处女作”之一。贝尔格在1911年之前与勋伯格一起学习了六年。勋伯格的教导之一是音乐作品的统一性取决于“所有方面都源于一个基本思想”的观念；这个观念后来被称为发展式变奏。贝尔格将这一观念传授给了他的学生，其中之一狄奧多·阿多諾表示：“他传授的主要原则就是变奏：每样东西都应该从另一些东西发展出来，但又有内在的差异。”钢琴奏鸣曲就是一个例子——整个作品都源于开头的四度乐型和开头乐句。

### 创新
贝尔格是维也纳繁华的世紀末文化精英中的一员。他的圈子包括音乐家亚历山大·冯·策姆林斯基和弗朗茨·施雷克尔、画家古斯塔夫·克里姆特、作家和讽刺家卡爾·克勞斯、建筑师阿道夫·路斯以及诗人彼得·艾騰貝格。
1906年，贝尔格遇到了歌唱家海伦·纳霍夫斯基（1885年–1976年），她是一个富有家庭的女儿（据传实际上是弗朗茨·约瑟夫一世与安娜·纳霍夫斯基的私生女）。尽管她的家庭对他们的关系持有敌对态度，但他们于1911年5月3日结婚。
1913年，贝尔格的《艾腾贝格歌曲》（1912年）中的两首在维也纳首演，由勋伯格指挥。这场臭名昭著的丑闻音乐会引发了骚乱，不得不停止演出。贝尔格实际上撤回了这部作品，直到1952年才完整演出。完整的乐谱直到1966年才出版。

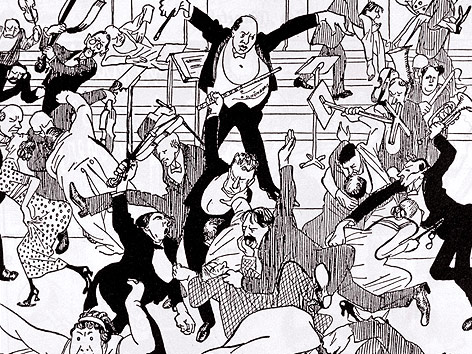
1913年4月6日《时代周报》中的漫画《耳光音乐会》（Watschenkonzert）

1915年至1918年，贝尔格在奧匈陸軍服役。1917年休假期间，他加快了第一部歌剧《伍采克》的创作进程。第一次世界大战结束后，他重新定居在维也纳，担任私人学生的教师。他还帮助勋伯格经营他的私人音乐表演协会，该协会通过公开彩排、重复演出和排除专业评论家的方式，旨在为探索和欣赏不熟悉的新音乐创造理想环境。
贝尔格对数字23特别感兴趣，并在几部作品中使用它安排结构。关于他对此感兴趣的原因，有各种说法：他可能从威廉·弗利斯的生理节律理论中得到启发，该理论认为23天的周期具有重要意义，或者是因为他总在每月的23日开始哮喘。

### 《伍采克》获得的成功、《露露》的开始（1924–29年）
在1924年，三个《伍采克》的片段演出，这给贝尔格带来了他的首次公开成功。贝尔格在1922年完成了这部歌剧，首演于1925年12月14日，由埃里希·克莱伯在柏林指挥。如今，《伍采克》被视为20世纪最重要的作品之一。贝尔格在1928年开始着手创作他的第二部歌剧《露露》，但在1929年中断了创作，转而在夏天完成了音乐会咏叹调《酒》。《酒》在多个方面都预示了《露露》，包括声乐风格、配器、设计和文本。
贝尔格的其他知名作品包括《抒情组曲》（1926年），其使用复杂的密码记录了一段秘密的恋情；后马勒派的《三部管弦作品》（1915年完成，但直到《伍采克》之后才演出）；以及小型协奏曲《室内协奏曲》（1923-1925年），为小提琴、钢琴和13件管乐器而作：这部作品写得如此细致，以至于皮埃尔·布列兹称其为“贝尔格最严密的作品”，它也充满了密码和事后揭示的隐藏程序。正是在这个时候，他与美国前卫作曲家亨利·考埃尔会面，从此他的作品中开始出现音簇；他们最终建立了一生的友谊。

### 末年（1930–35年）

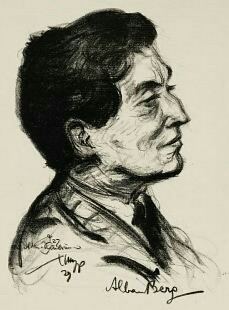
埃米尔·斯图姆普绘制的贝尔格素描

20世纪30年代，维也纳和德国的音乐界因反犹太主义的抬头和纳粹主义的文化意识形态对現代性的抨击而变得日益艰难。即使仅与犹太人有关联也可能导致被举报，而贝尔格的“罪行”就是曾经与犹太作曲家阿诺德·勋伯格学习。贝尔格发现他在德国的音乐演出机会越来越少，最终他的音乐被禁止，并被列入颓废音乐名单。
1932年，贝尔格和他的妻子在克恩顿州滨湖席弗灵附近的沃尔特湖南岸买下了一座与世隔绝的小屋，名为林屋（德語：Waldhaus），他能够在那里隐居并专注于创作《露露》和小提琴协奏曲。到了1934年底，贝尔格卷入了围绕着寻找维也纳国家歌剧院院长克莱门斯·克劳斯的继任者的政治阴谋之中。
随着纳粹党在1933年初上台后，他的作品在德国的演出越来越多被取消，贝尔格需要确保新任院长会支持现代主义音乐。最初，《露露》的首演计划在伍采克，贝尔格希望埃里希·克莱伯在1925年指挥了《伍采克》的首演后继续支持他的音乐，但现在这一计划看起来越来越不确定，1934年春天，柏林当局拒绝了《露露》。克莱伯于1934年11月30日在柏林指挥了《露露》交响组曲的演出，这也成为他辞职的场合，以抗议文化与政治的混淆程度。即使在维也纳，维也纳乐派音乐家的机会也越来越少。
贝尔格因为俄裔美籍小提琴家路易斯·克拉斯纳委托他创作小提琴协奏曲（1935年），中断了《露露》的配器工作（这笔费用对他来说十分重要）。这部深情哀痛的作品以非常快的速度创作完成，并在贝尔格去世后首次演出，如今已成为他最著名、最受喜爱的作品。与他晚年的作品一样，它采用了对勋伯格的“十二音技法”个人化版本，使作曲家能够创作出明显带有调性的片段，包括引用历史上的调性音乐，如巴赫的赞美诗和卡林西亚的民歌。小提琴协奏曲题献给建筑师瓦爾特·格羅佩斯和阿尔玛·马勒夭折的女儿曼农·格罗皮乌斯，副标题为“纪念一位天使”。

### 死亡
贝尔格在维也纳去世，享年50岁，时间是1935年的平安夜。他死于敗血症，据说是由他背上的一个癤引起的，这个疖是在11月被昆虫蜇伤后引发的。他被埋葬在维也纳的希青公墓。
在去世之前，贝尔格只完成了《露露》三幕剧的前两幕的配器。这两幕在1937年在苏黎世成功首演。出于个人原因，海伦妮·贝尔格随后禁止任何试图“完成”最后一幕的尝试，而事实上，贝尔格已经完成了这一幕的缩谱（英語：short score）。因此，一份秘密的配器委托交给了弗里德里希·策哈，并于1979年在巴黎（由皮埃尔·布萊茲指挥）首演，这发生在海伦妮去世后不久。

## 遗产

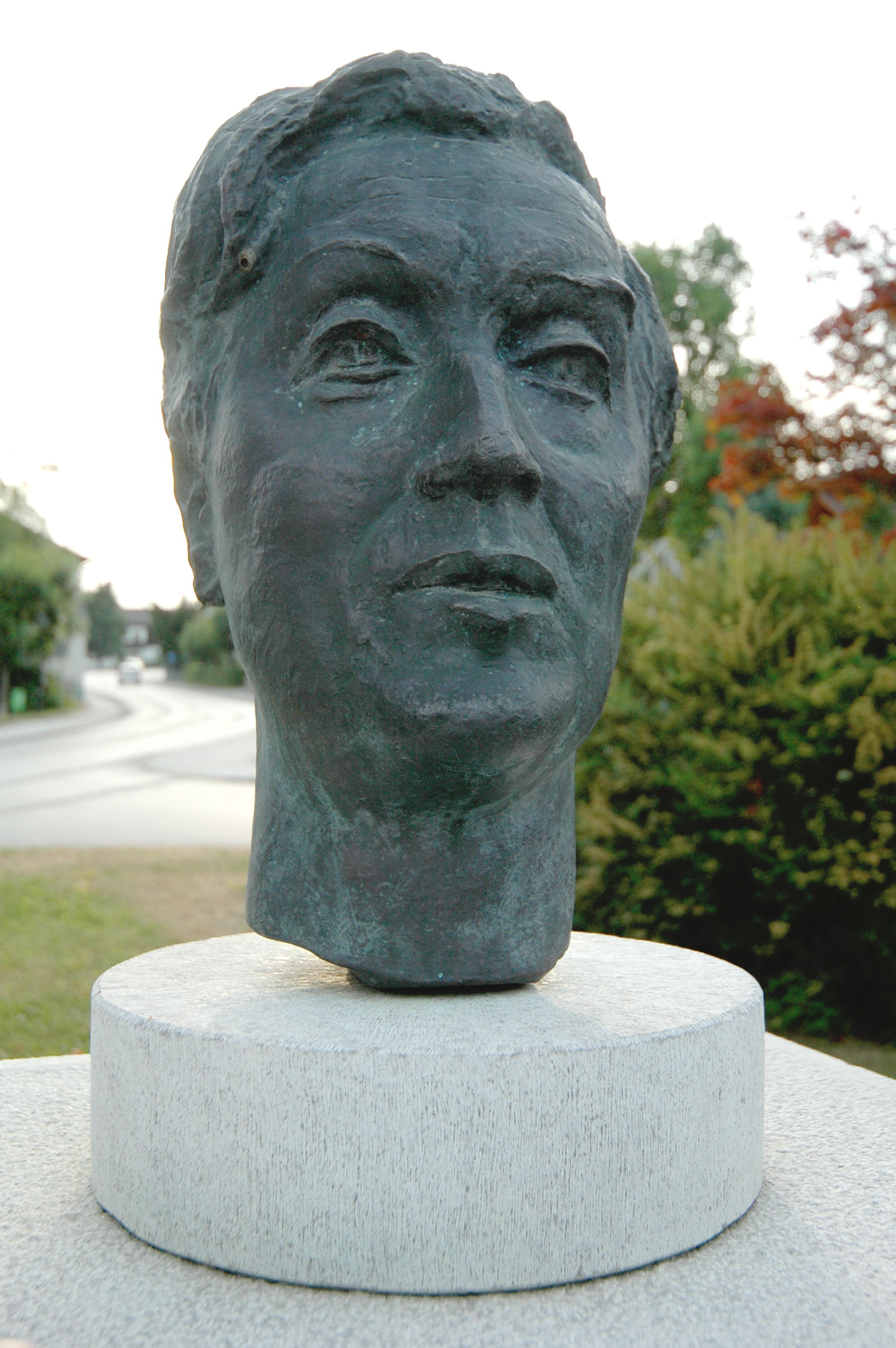
位于奥地利克恩顿州滨湖席弗灵的贝尔格半身像

贝尔格被誉为20世纪最重要的作曲家之一，也是第二维也纳乐派中最广为演奏的歌剧作曲家。有人说他在十二音体系中注入了更多的“人性价值”，他的作品被认为比勋伯格更“情感丰富”。在批评上，人们认为他在音乐中保留了维也纳传统。
贝尔格的学者道格拉斯·贾曼（Douglas Jarman）在《新格罗夫音乐与音乐家辞典》中写道：“[随着]20世纪的结束，那个‘保守’的贝尔格突然像[乔治·]珀尔所说的那样，成为最具前瞻性的作曲家。”
阿班·貝爾格四重奏團以他的名字命名，活跃于1971年至2008年。
小行星4528 Berg以他的名字命名（1983年）。
位于维也纳国立歌剧院旁的阿尔班·贝尔格纪念碑于2016年揭幕。

## 主要作品
钢琴
钢琴奏鸣曲，作品1
室内乐
弦乐四重奏，作品3
为单簧管和钢琴的四部作品，作品5
抒情组曲，为弦乐四重奏
室内协奏曲，为钢琴、小提琴和13件管乐器
管弦乐
三部管弦作品，作品6
小提琴协奏曲
声乐
七首早期歌曲
四首歌曲，作品2
艾腾贝格歌曲，作品4
酒
请闭上我的双眼
歌剧
伍采克，作品7
露露

### 引用
1. ↑  Baron 2010.
2. ↑  Headlam 2013.
3. 1 2  Ewen 1952，第20頁.
4. ↑  Norwich, John Julius. . Judge, Harry George., Toyne, Anthony. Oxford [England]: Oxford University Press. 1985–1993: 44. ISBN 978-0-19-869129-7. OCLC 11814265.
5. 1 2 3 4  Jarman 2001.
6. ↑  Jarman 1990.
7. ↑  Schoenberg, Arnold. Trans. Joe Monzo..   [1 July 2016]. （原始内容存档于27 September 2003）.
8. ↑  Lauder 1986.
9. ↑  Adorno & Berg 2005，第33頁.
10. ↑  . www.mariinsky-theatre.com.   [2 October 2018]. （原始内容存档于3 December 2019）.
11. ↑  Georg Markus, Der Kaiser Franz Joseph I.: Bilder und Dokumente; Anna Nahowski and Friedrich Saathen, Anna Nahowski und Kaiser Franz Joseph : Aufzeichnungen/erstmalig herausgegeben und kommentiert von Friedrich Saathen, Böhlau, 1986.
12. ↑  Taruskin 2010.
13. ↑  . Mahler Foundation. 2015-01-06  [2020-12-04]. （原始内容存档于28 October 2020） （美国英语）.
14. ↑  Jarman 1983，第218–223頁.
15. ↑  Jarman 1985，第228–230頁.
16. ↑  Antokoletz 2014，第55頁.
17. ↑  . musopen.org.   [23 August 2018]. （原始内容存档于24 August 2018） （法语）.
18. ↑  Sachs, Joel (2012). Henry Cowell: A Man Made of Music, pp. 191-192. Oxford: Oxford University Press. ISBN 978-0-19-510895-8
19. 1 2  Notley 2010.
20. ↑  Hailey 2010a.
21. ↑  Pople 1991，第28頁.
22. ↑  . musicacademyonline.com.   [17 September 2015]. （原始内容存档于24 January 2007）.
23. ↑  Jarman 1991，第46頁.
24. ↑  Schmadel, Lutz. . Springer Science & Business Media. 2003: 390  [4 December 2019]. ISBN 978-3-540-00238-3. （原始内容存档于14 November 2020）.

## 进一步阅读
- Adorno, Theodor W. Alban Berg: Master of the Smallest Link. Trans. Juliane Brand and Christopher Hailey. New York: Cambridge University Press, 1991.
- Brand, Juliane, Christopher Hailey and Donald Harris, eds. The Berg-Schoenberg Correspondence: Selected Letters. New York: Norton, 1987.
- Bruhn, Siglind, ed. Encrypted Messages in Alban Berg’s Music. New York: Garland Publishing, 1998.
- Carner, Mosco. Alban Berg: The Man and the Work. London: Duckworth, 1975.
- dos Santos, Silvio J. Narratives of Identity in Alban Berg's 'Lulu'. Rochester, New York: University of Rochester Press, 2014.
- Floros, Constantin. Trans. by Ernest Bernhardt-Kabisch. Alban Berg and Hanna Fuchs 的存檔，存档日期4 March 2008.. Bloomington: Indiana University Press, 2007.
- Grun, Bernard, ed. Alban Berg: Letters to his Wife. London: Faber and Faber, 1971.
- Headlam, Dave. The Music of Alban Berg. New Haven: Yale University Press, 1996.
- Jarman, Douglas. "Dr. Schon's Five-Strophe Aria: Some Notes on Tonality and Pitch Association in Berg's Lulu". Perspectives of New Music 8/2 (Spring/Summer 1970).
- Jarman, Douglas. "Some Rhythmic and Metric Techniques in Alban Berg's Lulu". The Musical Quarterly 56/3 (July 1970).
- Jarman, Douglas. "Lulu: The Sketches". International Alban Berg Society Newsletter, 6 (June 1978).
- Jarman, Douglas. "Countess Geschwitz's Series: A Controversy Resolved?". Proceedings of the Royal Musical Association 107 (1980/81).
- Jarman, Douglas. "Some Observations on Rhythm, Meter and Tempo in Lulu". In Alban Berg Studien. Ed. Rudolf Klein. Vienna: Universal Edition, 1981.
- Jarman, Douglas. "Lulu: The Musical and Dramatic Structure". Royal Opera House Covent Garden program notes, 1981.
- Jarman, Douglas. "The 'Lost' Score of the 'Symphonic Pieces from Lulu'". International Alban Berg Society Newsletter 12 (Fall/Winter 1982).
- Jarman, Douglas. . Cambridge: Cambridge University Press. 1989  [29 August 2017]. ISBN 978-0-521-28481-3. （原始内容存档于29 April 2020）.
- Leibowitz, René. Schoenberg and his school; the contemporary stage of the language of music. Trans. Dika Newlin. New York: Philosophical Library, 1949.
- Monson, Karen. Alban Berg: A Biography. London: Macdonald and Jane's, 1979.
- Perle, George. The Operas of Alban Berg. Berkeley: University of California Press, 1980.
- Redlich, Hans Ferdinand. Alban Berg, the Man and His Music. London: John Calder, 1957.
- Reich, Willi. The life and work of Alban Berg. Trans. Cornelius Cardew. New York : Da Capo Press, 1982.
- Schmalfeldt, Janet. "Berg's Path to Atonality: The Piano Sonata, Op. 1". Alban Berg: Historical and Analytical Perspectives. Eds. David Gable and Robert P. Morgan, pp. 79–110. New York: Oxford University Press, 1991.
- Schweizer, Klaus. Die Sonatensatzform im Schaffen Alban Bergs. Stuttgart: Satz und Druck, 1970.
- Simms, Bryan R.  2nd. Hoboken: Taylor & Francis. 2013 [1996]  [29 August 2017]. ISBN 978-1-135-84674-9. （原始内容存档于29 April 2020）.
- Simms, Bryan & Erwin, Charlotte. . Master Musicians. Oxford University Press. 2021. ISBN 978-0-19-093144-5.
- Walton, Chris. . Rochester, New York: University of Rochester Press. 2014  [29 August 2017]. ISBN 978-1-58046-477-2. （原始内容存档于29 April 2020）.
- Wilkey, Jay Weldon. Certain Aspects of Form in the Vocal Music of Alban Berg. Ph.D. thesis. Ann Arbor: Indiana University, 1965.